# Іст-Бангор (Пенсільванія)
Іст-Бангор (англ. East Bangor) — місто (англ. borough) в США, в окрузі Нортгемптон штату Пенсільванія. Населення — 1124 особи (2020).

## Географія
Іст-Бангор розташований за координатами 40°52′51″ пн. ш. 75°11′15″ зх. д. / 40.88083° пн. ш. 75.18750° зх. д. (40.880852, -75.187508).  За даними Бюро перепису населення США в 2010 році місто мало площу 2,39 км², з яких 2,12 км² — суходіл та 0,27 км² — водойми.

## Демографія
Згідно з переписом 2010 року, у селищі мешкали 1172 особи в 424 домогосподарствах у складі 311 родини. Густота населення становила 489 осіб/км².  Було 450 помешкань (188/км²).
Расовий склад населення:
| - 96,8 % — білих - 0,3 % — азіатів - 0,1 % — чорних або афроамериканців - 1,8 % — осіб інших рас |

До двох чи більше рас належало 1,1 %. Частка іспаномовних становила 5,5 % від усіх жителів.
За віковим діапазоном населення розподілялося таким чином: 26,8 % — особи молодші 18 років, 62,4 % — особи у віці 18—64 років, 10,8 % — особи у віці 65 років та старші. Медіана віку мешканця становила 35,9 року. На 100 осіб жіночої статі у селищі припадало 92,4 чоловіків;  на 100 жінок у віці від 18 років та старших — 91,5 чоловіків також старших 18 років.
Середній дохід на одне домашнє господарство  становив 57 753 долари США (медіана — 56 023), а середній дохід на одну сім'ю — 61 126 доларів (медіана — 56 364). Медіана доходів становила 38 875 доларів для чоловіків та 30 682 долари для жінок. За межею бідності перебувало 12,6 % осіб, у тому числі 17,5 % дітей у віці до 18 років та 7,9 % осіб у віці 65 років та старших.
Цивільне працевлаштоване населення становило 535 осіб. Основні галузі зайнятості: виробництво — 23,4 %, освіта, охорона здоров'я та соціальна допомога — 18,1 %, будівництво — 13,6 %, науковці, спеціалісти, менеджери — 12,3 %.